# Bom Jesus (Angola)
Bom Jesus – miasto w Angoli, w prowincji Luanda.